# Pazzano

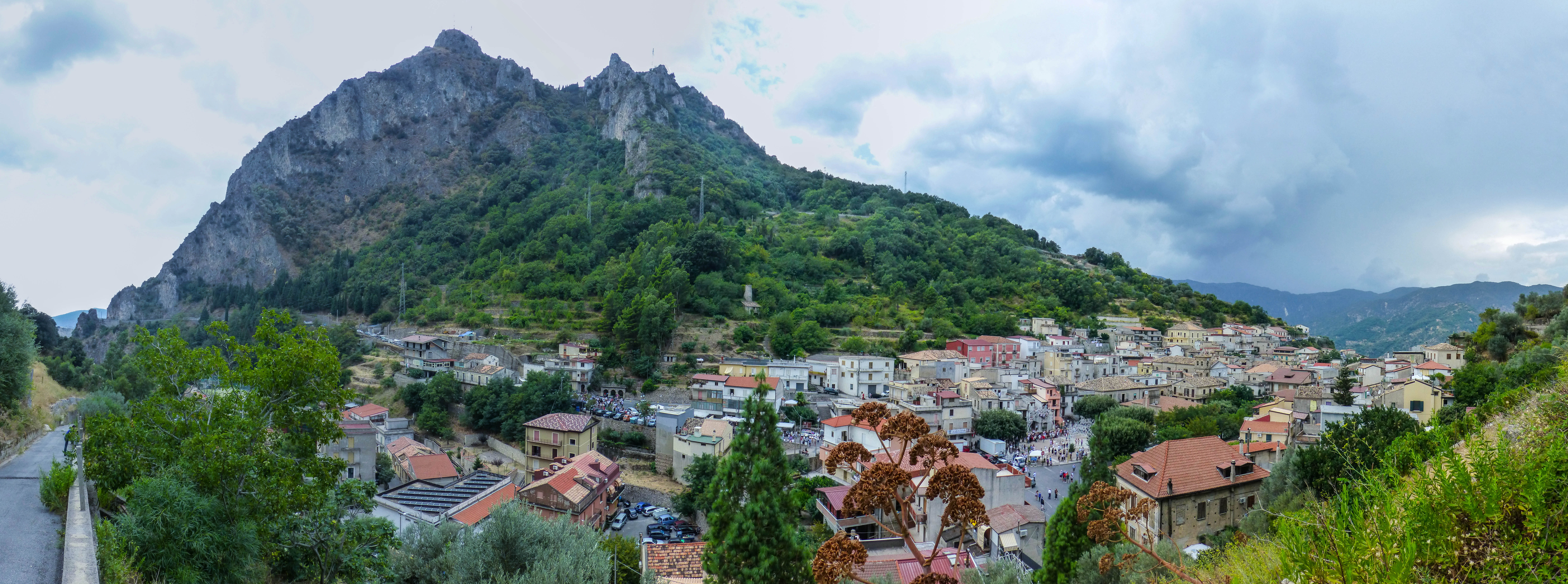
Panorama von Pazzano

Pazzano ist eine Ortschaft mit 487 Einwohnern (Stand 31. Dezember 2023) in der Metropolitanstadt Reggio Calabria und liegt somit in der Region Kalabrien im Süden Italiens. Es ist Teil des Vallata dello Stilaro.
Die Nachbargemeinden sind Bivongi, Caulonia, Nardodipace, Placanica, Stignano und Stilo.

## Geschichte
Der Ursprung der Ortschaft ist mit dem Abbau von eisenhaltigen Mineralien (Limonit und Pyrit) verknüpft. Bereits zu normannischer Zeit bestand hier eine Bergarbeitersiedlung, wie ein Dokument aus dem Jahr 1094 bezeugt. Zu Zeiten des Bourbonen-Königreiches schließlich ist Pazzano eines der bedeutsamsten Abbaugebiete und beliefert den gesamten Süden Italiens.

## Sehenswürdigkeiten
- Chiesa di Santa Maria Assunta in Cielo (Kirche der zum Himmel aufgestiegenen hl. Maria)
- Santuario di Monte Stella (Wallfahrtskirche von Monte Stella)

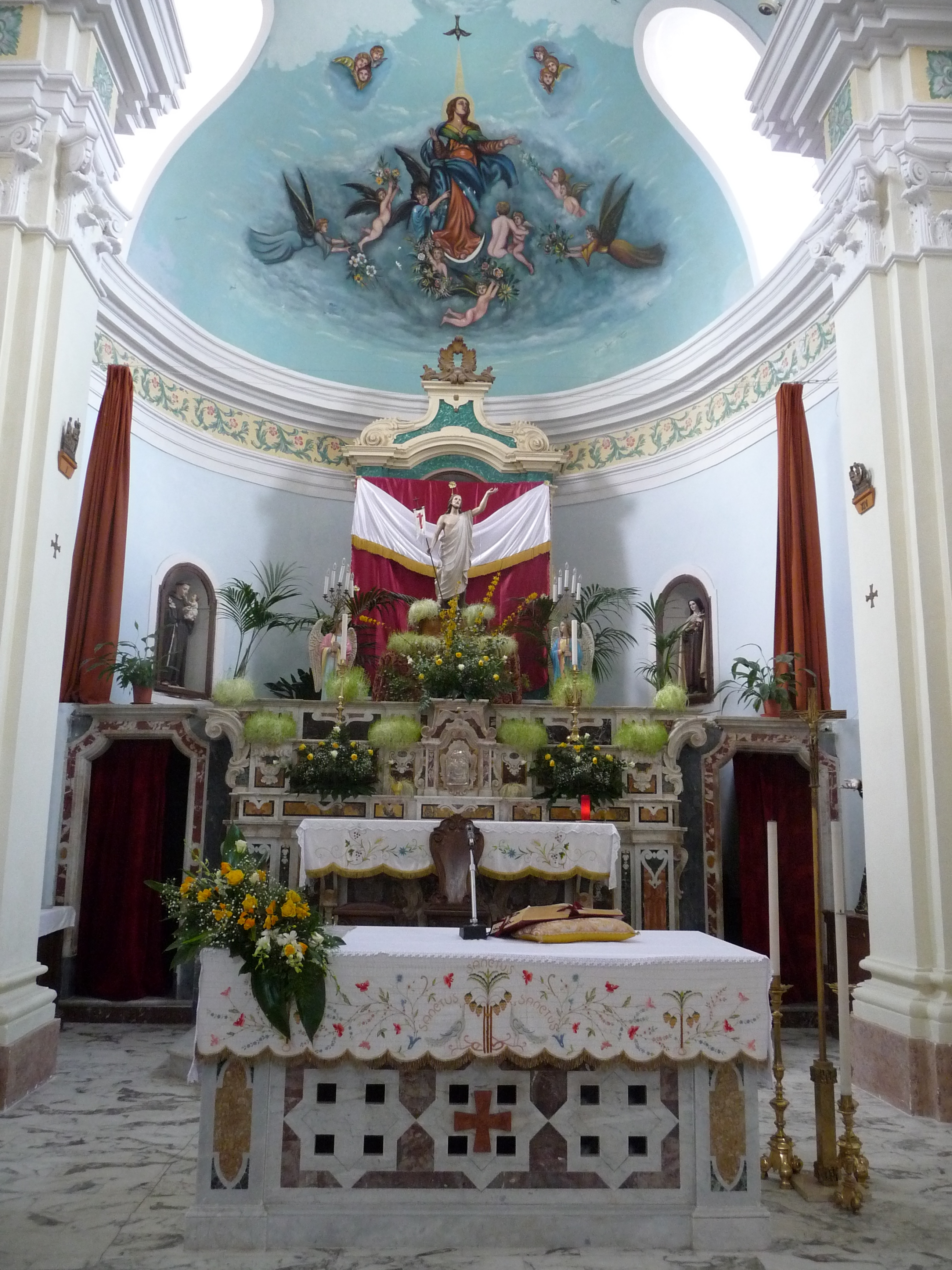
Kirche Santa Maria Assunta in Cielo
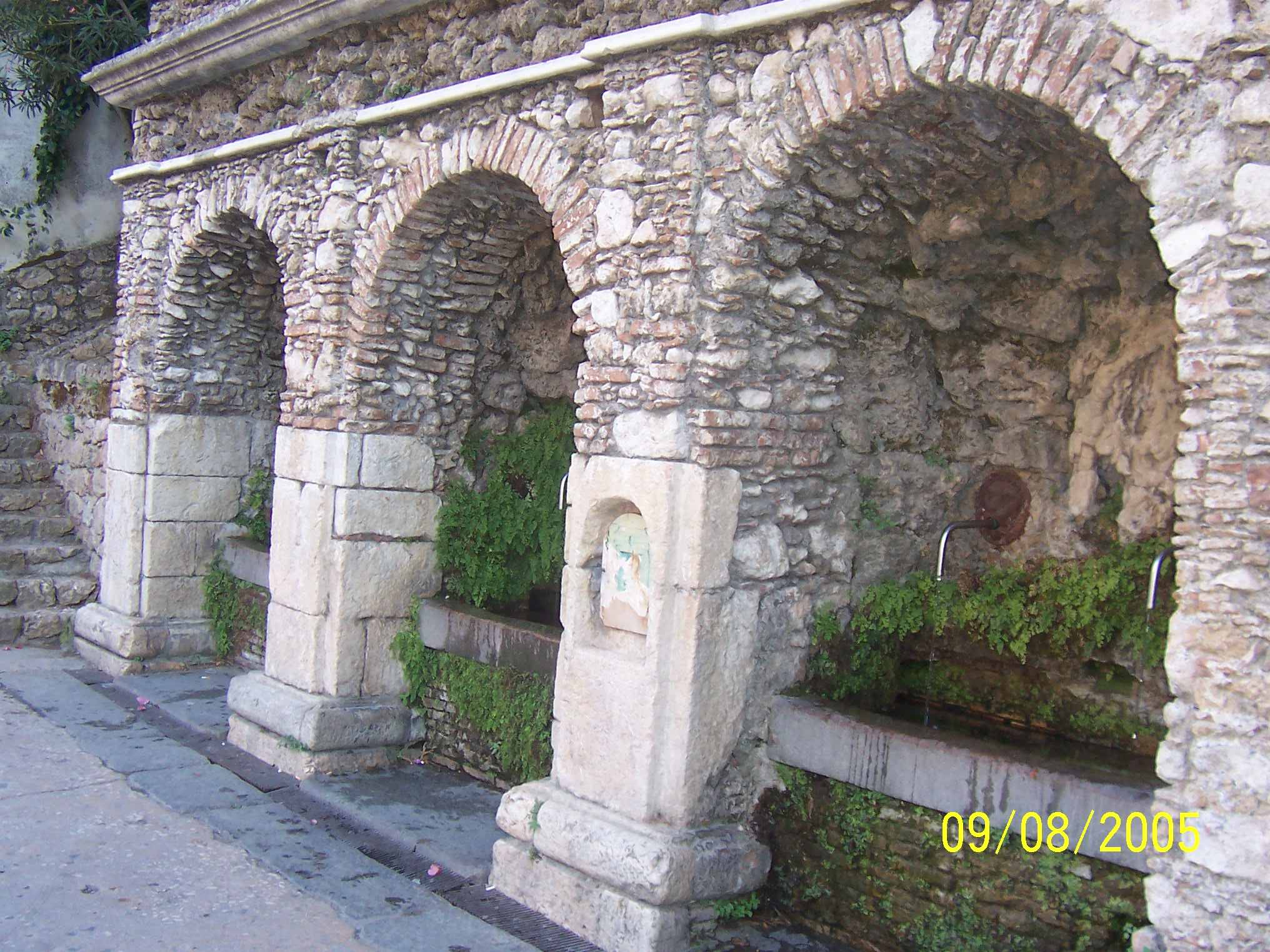
Brunnen des Bergmanns
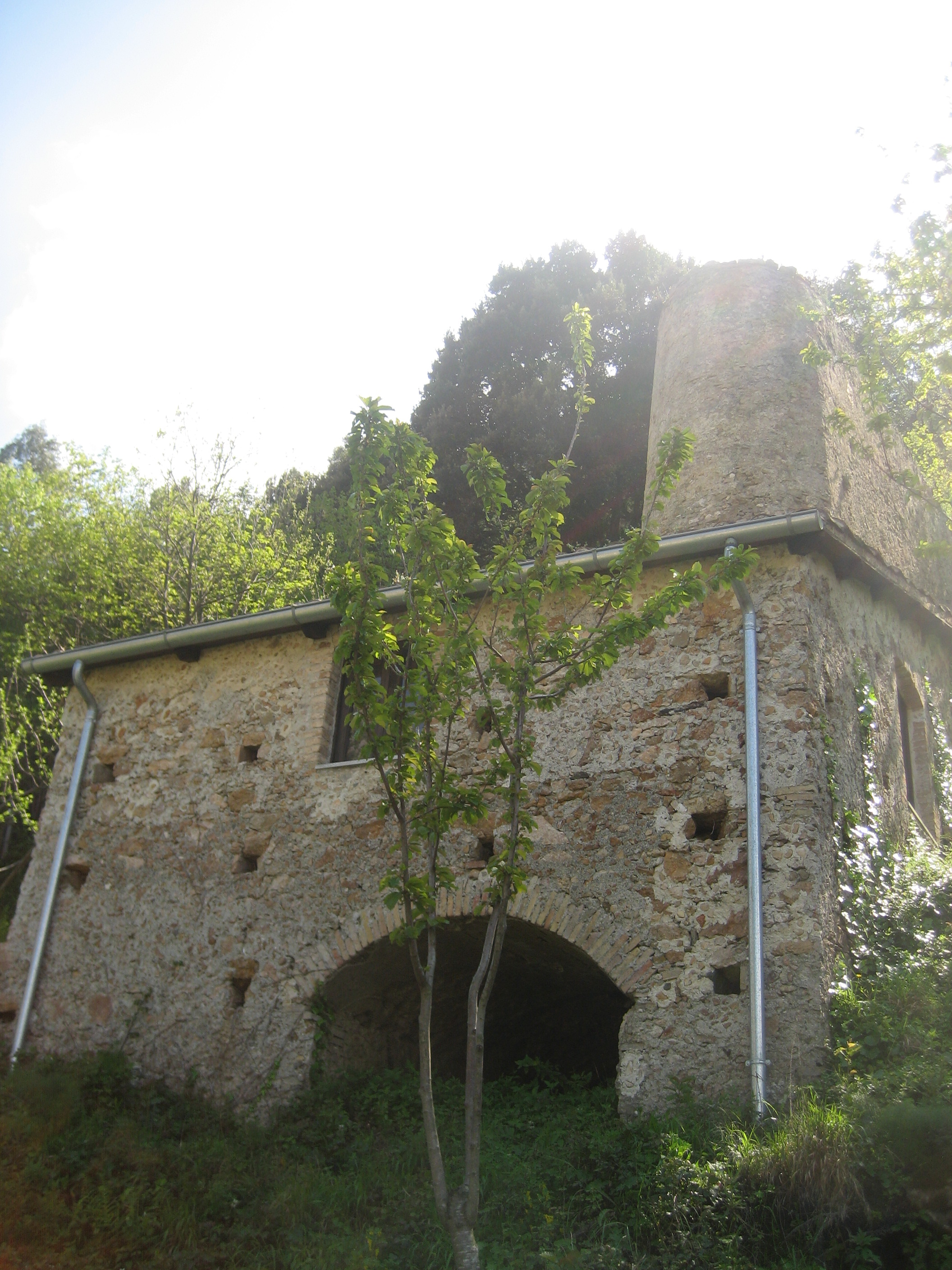
Alte Mühle
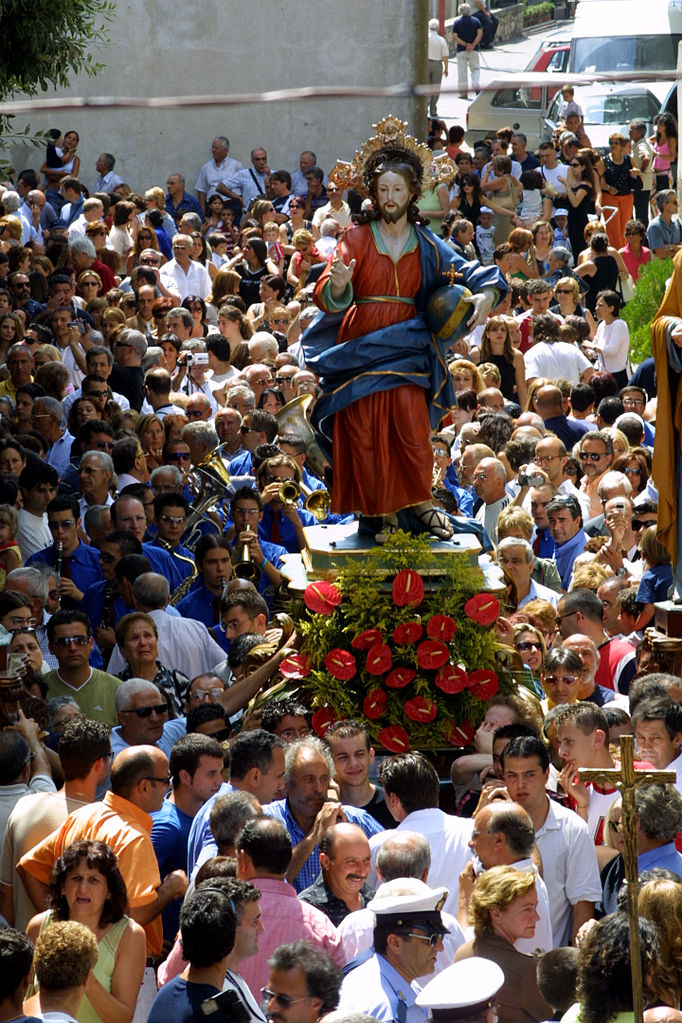
Feiertag des Santo Salvatore
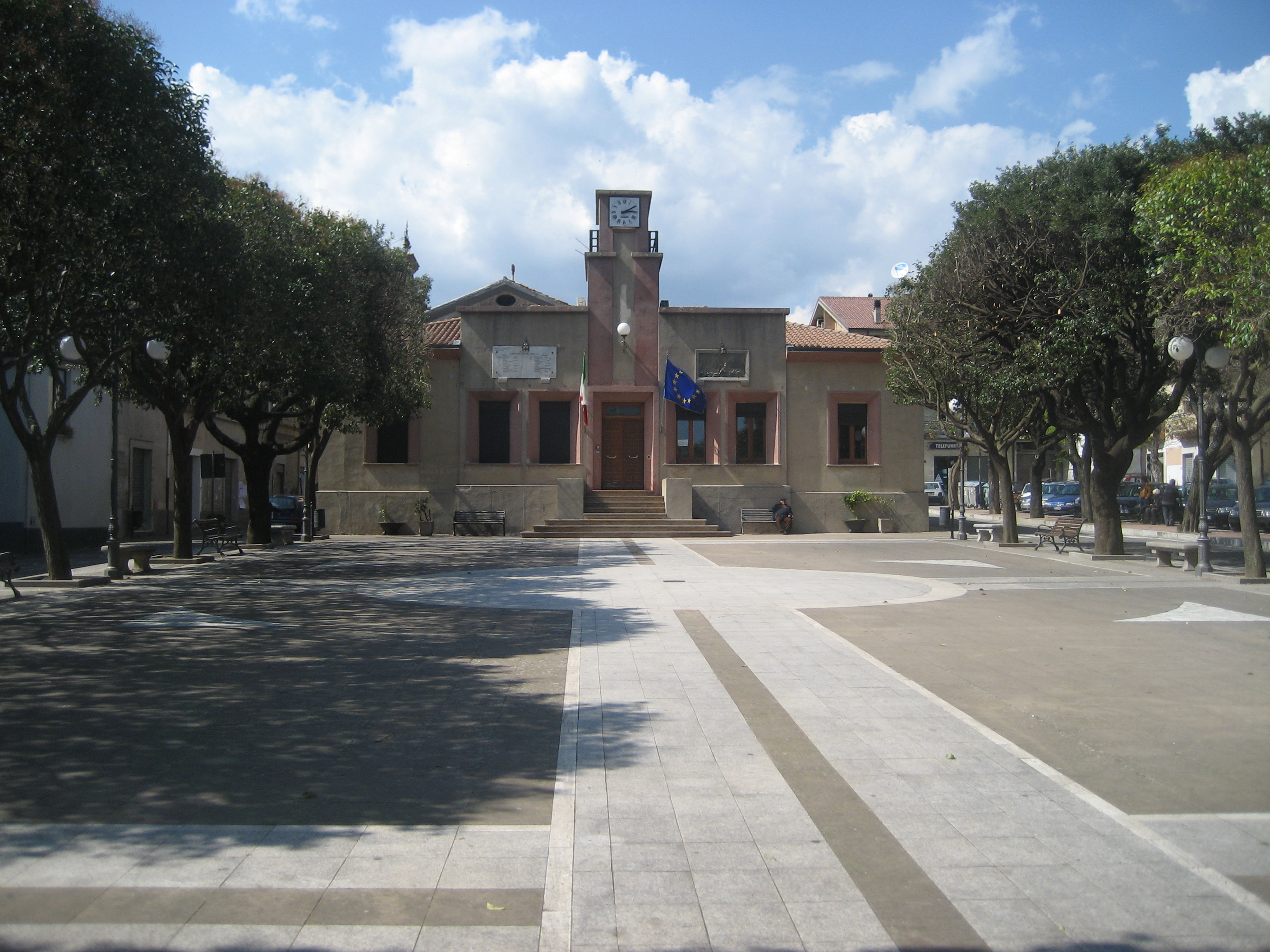
Rathaus und Piazza IV Novembre
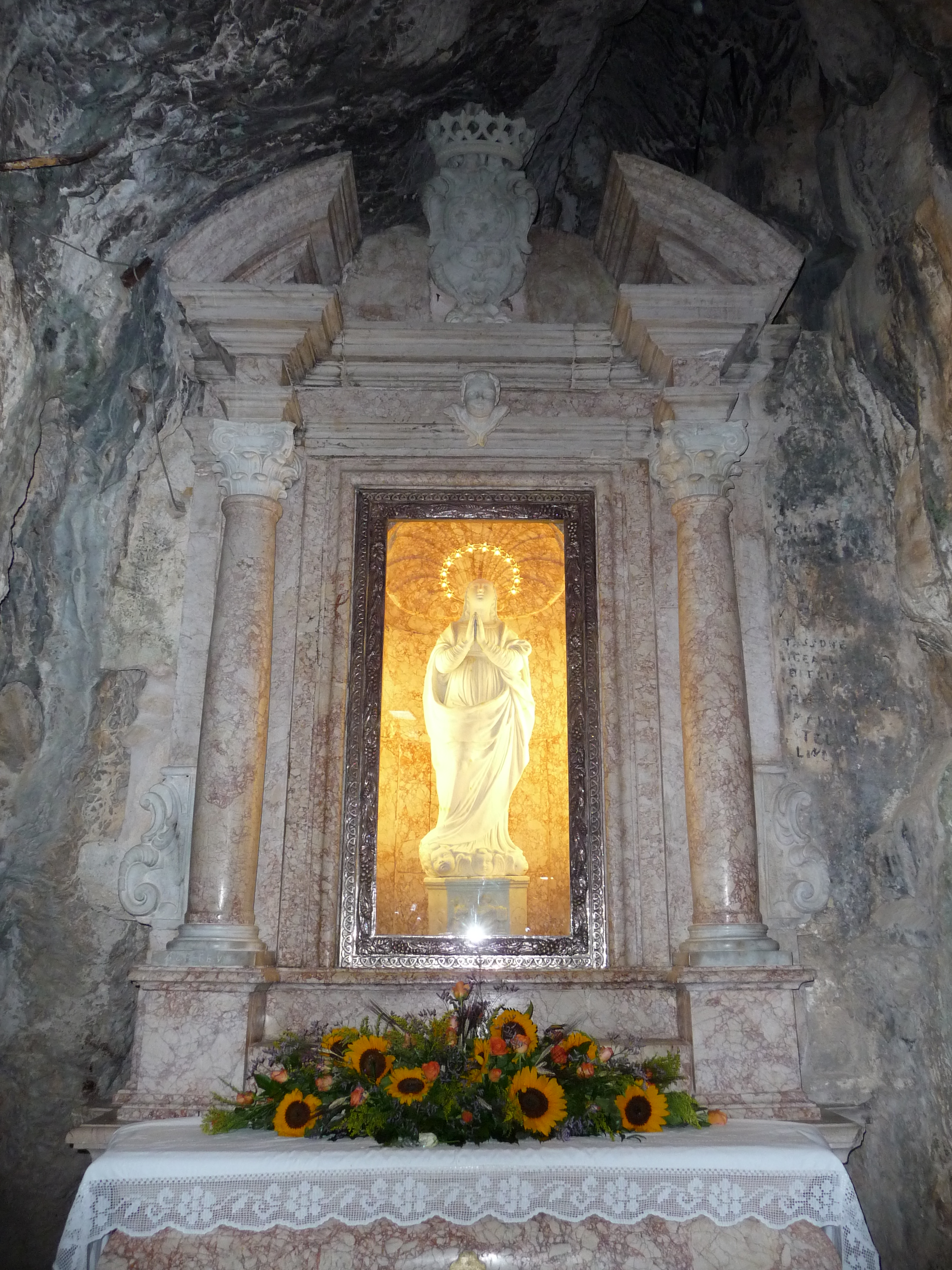
Statue der Jungfrau Maria in der Grotte von Monte Stella

## Wirtschaft
Heutzutage ist der dominante Wirtschaftszweig die Landwirtschaft, vor allem der Anbau von Oliven und Wein, aber auch von Zitrusfrüchten und Obst.

## Gastronomie
- Hausgemachte Scilatelle
- Ragù mit Ziegenfleisch

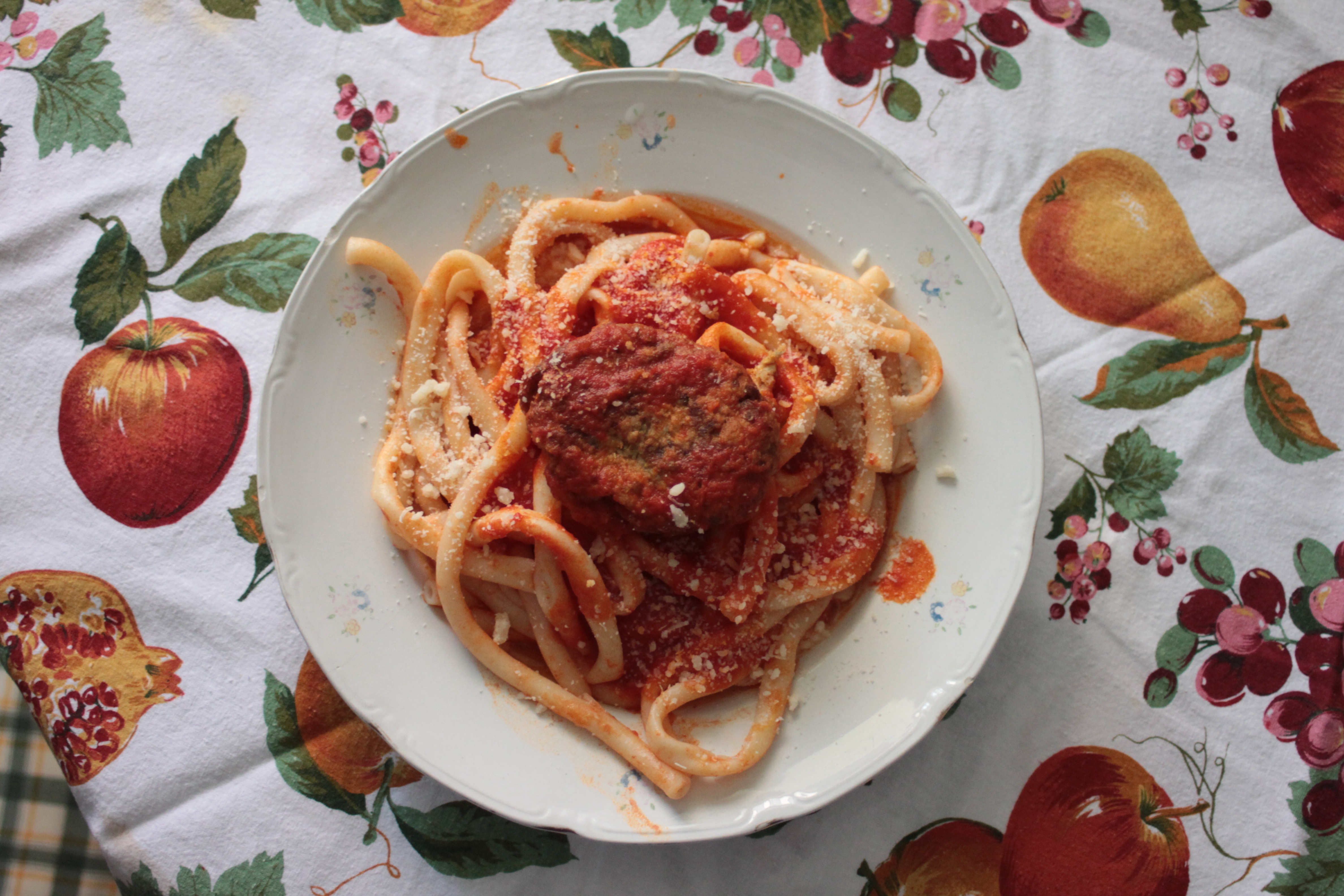
Scilatelle calabresi

- Typische Suppe: „Pitta di San Martino“, die „cuzzupe“ und der „pignolata“

## Wichtige Einwohner des Ortes
- Giuseppe Coniglio (1922–2006), Dichter